# Przecław Lanckoroński
Przeclaw Lanckoronski (né à Brzecie - mort le 10 juin 1531 à Cracovie),  staroste, premier organisateur de formations régulières cosaques d'Ukraine.

## Biographie
Przeclaw Lanckoroński est issu d’une famille de magnat polonais. Ses parents, Stanisław Lanckoroński et Anna Kurozwęcka le destine à la carrière militaire. Il l'envoie à l’étranger, en Occident comme en Palestine où il devint Chevalier du Tombeau du Christ, combattant les Turcs devant Belgrade en 1516. 
Rentré au pays, peut-être trop âgé pour faire partie de la défense régulière des confins, il sert sous les ordres de Constantin Ostrogski et devint staroste de Chelmnik. Le chroniqueur polonais Marcin Bielski note qu'en 1516, les Tatars avaient envahi la Galicie et la Podolie, le staroste Przeclaw Lanckoroński réuni quelques centaines de guerriers, attaqua la ville turque de Belgorod (Akerman) à l'embouchure du Dniestr, s'emparant du bétail à la manière cosaque. Le chroniqueur indique que ce fut le début de la cosaquerie, ce qui est discutable. Ce fut en tout cas le premier cas noté d'une organisation de groupes cosaques par des commandants militaires locaux. Avec ses Cosaques, Przeclaw Lanckoroński se fait remarquer en 1520 par ses attaques couronnée de succès contre l'armée germanique qui entre en Pologne pour porter secours au grand-maitre de l'ordre Teutonique.
Przeclaw Lanckoroński organisait ensuite régulièrement des expéditions cosaques, dont celle d’Otchakov en 1528, en collaboration avec le staroste de Tcherkassy, Ostafa Daszkiewicz. Il meurt en 1531 lors d’un séjour à Cracovie. 
Ses fils feront eux aussi une carrière militaire dans l’armée des confins.